# Vladímir Timoshinin
Vladímir Timoshinin (Moscú, 12 de julio de 1970-15 de agosto de 2023) fue un clavadista o saltador de trampolín ruso especializado en saltos desde la plataforma de 10 metros, donde consiguió ser medallista de bronce mundial en 1994.

## Carrera deportiva
En el Campeonato Mundial de Natación de 1994 celebrado en Roma (Italia), ganó la medalla de bronce en la plataforma de 10 metros, con una puntuación de 607 puntos, tras su paisano ruso Dmitri Sautin  (oro con 634 puntos) y del chino Sun Shuwei (plata con 630 puntos).